# Cochlonema calosperma
Cochlonema calosperma är en svampart som beskrevs av Drechsler 1951. Cochlonema calosperma ingår i släktet Cochlonema och familjen Cochlonemataceae.   Inga underarter finns listade i Catalogue of Life.